# Tragopogon elongatus
Tragopogon elongatus là một loài thực vật có hoa trong họ Cúc. Loài này được S.A.Nikitin miêu tả khoa học đầu tiên năm 1937.